# Iroquois Nationals
Les Iroquois Nationals sont une équipe de crosse qui représente la nation haudenosaunee. C'est la seule équipe autochtone au monde autorisée à participer à toutes les compétitions sportives internationales.

## Classement
- 4e position au Championnat du monde de crosse en 1998, en 2002 et en 2006[1]
- 2e position au Championnat du monde de crosse en salle en 2003, en 2007 et en 2011[1]